# Нижник-Винників Іванна Василівна

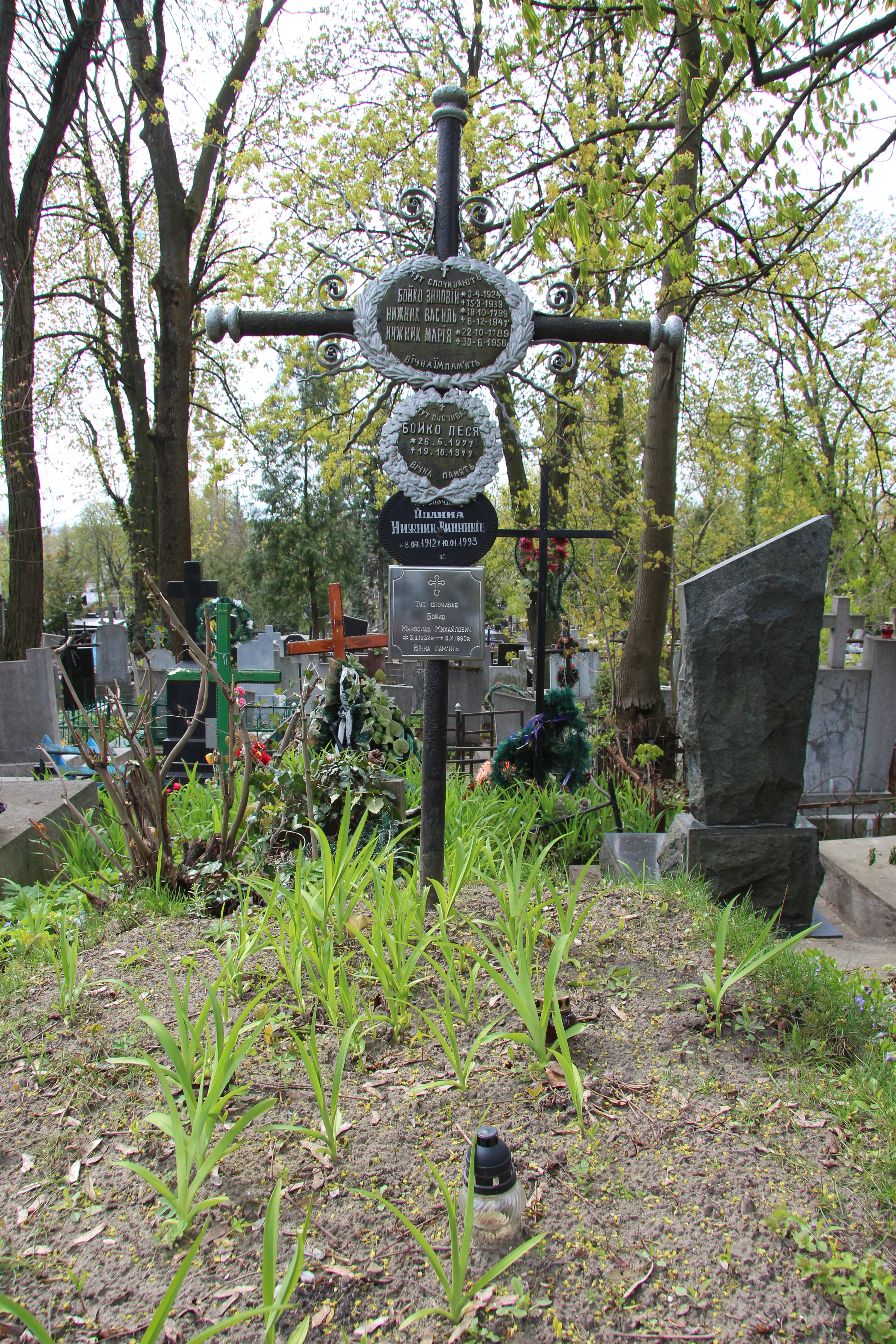
Могила Іванни Нижник - Винників у Львові.

Іванна Василівна Нижник-Винників (8 липня 1912, Львів — 9 січня 1993, Мужен, Франція) — українська художниця, працювала маляркою, керамісткою і килимаркою. Членкиня Асоціації незалежних українських митців (з 1938), упорядниця архівів Володимира Винниченка.

## Життєпис
Іванка Нижник-Винників народилася 8 липня 1912 року у Львові. У віці 17 років поступила до художньої школи, заснованої коштом і клопотанням мецената Андрея Шептицького і котрою опікувався художник Олекса Новаківський. Була на той час єдиною жінкою в художній школі та одним з ініціаторів створення Товариства прихильників мистецтва. З 1938 року пані Іванна стала членом Асоціації незалежних українських мистців (АНУМ) у Львові.
У 1930-х роках художні твори Іванки Нижник-Винників активно виставлялися на різних виставках картин. Пізніше деякі свої килими-гобелени вона творила за мотивами поезії Богдана-Ігоря Антонича: килим «Кличу» — за мотивом вірша «Дві глави з літургії кохання», килим «Цей цар — це я».
Після початку Другої світової війни опинилась на території, тимчасово окупованою німецькими військами. Перебувала в таборі для переміщених осіб у 1942 році. Повернутися до Львова, що був захоплений радянськими військами вважала для себе неможливим. Доля своїх картин, залишених у Львові була трагічною — вони згоріли. Емігрувала 1946 року до Франції, де працювала художником.
1952 року Іванка на запрошення вдови Винниченка — пані Розалії відвідала її у садибі «Закуток» у містечку Мужен на півдні Франції, за кілька кілометрів від Канн. Незабаром Іванна сплатила борги за невиплачену садибу «Закуток», що належала вдові українського політичного діяча Володимира Винниченка (1880—1951). Стала володаркою садиби, охоронцем і упорядником його меморіальних речей і архіву. В останні роки життя сприяла передачі кабінету Винниченка (та його меморіальних речей) в подарунок незалежній державі Україна. Меморіальний кабінет політичного діяча часів УНР передано до збірок Кіровоградського краєзнавчого музею. (У Кіровоград передано книжкову шафу Володимира Винниченка та два письмові столи, його крісло та друкарську машинку «Мерседес», власний годинник, навіть мішечок із горсткою української землі, яку він скрізь возив із собою.)
Була знайома з художником і керамістом Пабло Пікассо, що теж працював на півдні Франції. Працювала керамістом, мала доступ до керамічної майстерні Пікассо, де випалювала власні твори. Була захоплена килимарством, що отримало нове життя з ініціативи французького митця Жана Люрса (1892–1966). Нашивний килим мисткині Іванки Нижник-Винників «Вершники щастя» та рештка інших досі прикрашають весільну залу мерії міста Мужен.
Іванка Нижник-Винників померла 9 січня 1993 року. Прах мисткині повернуто до Львова, поховання відбулося на 31  полі  Янівського  цвинтаря  міста.

## Вшанування пам'яті
Українська письменниця з Бразилії Віра Вовк писала, що Іванка Нижник-Винників «належить до племени тих людей, яким мистецтво стало літургією, які моляться своїм творчим дійством. Таким мистцям зайві всякі похвальні фіміями, бо вони осяяні глибинним сонцем своєї душі»[джерело?].